# Olívia Palito

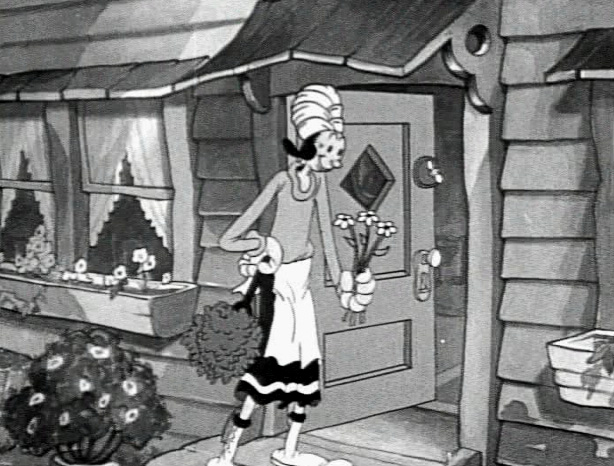
Olívia no episódio: "Little Swee' Pea" de 1936.

Olívia Palito é uma personagem das histórias em quadrinhos Thimble Theater criada por Elzie Crisler Segar em 1919, dez anos antes de Popeye. Originalmente chamada de Popeye, a tira cômica ganhou esse nome em homenagem ao marinheiro que se tornou o personagem mais popular entre os leitores; no entanto, por uma década antes da estreia de Popeye em 1929, a protagonista da história era Olíve Palito. Antes da primeira aparição de Popeye, as histórias em quadrinhos de Segar, giravam em torno da família de Olívia, e de seu irmão Castor Palito. Nessa época Olívia tinha um outro namorado chamado Ham Gravy, que foi substituído por Popeye nas histórias, após o sucesso deste.
Em grande parte das histórias do Popeye, nos quadrinhos ou em animações, Olívia vive sendo perseguida por Brutus, mas sempre acaba sendo salva pelo marinheiro.

## Mudanças no visual
Originalmente Olívia tinha um traço antigo, típico das mulheres daquela época. Assim como o Popeye, Olívia teve o seu visual mudado e alterado, mas ainda mantinha alguns de seus traços  originais. O primeiro episódio a mostrá-la com o novo visual foi "Mess Production" de 1945, dirigido por Seymour Kneitel. Olívia ganhou um novo penteado e passou a usar sapatos de salto alto, o que deixou a personagem mais elegante.

## O nome
O nome de Olivia Palito na versão original, "Olive Oyl", é um trocadilho com "azeite de oliva" (olive oil). Diferente da versão em português, seu nome original não tem relação com sua silhueta marcante, magra e alongada, visto que nas suas primeiras aparições, na década de 20, seu modelo não condiz com o nome traduzido e não se destaca por isso.
As tiras de Segar incluem ainda uma série de parentes de Olívia também nomeados com trocadilhos de "óleos". Temos como exemplos seu irmão, Castor Palito "Castor oyl" (castor oil; óleo de rícino), sua mãe, Nana Palito "Nana Oyl" (banana oil; óleo de banana), seu pai, Cole Palito "Cole Oyl" (coal oil; óleo de carvão), e a sobrinha de Olívia (criada somente para os desenhos da TV), Deezil Palito "Deezil Oyl" (diesel oil; óleo diesel).